# Teinobasis albula
Teinobasis albula là một loài chuồn chuồn kim trong họ Coenagrionidae.
Teinobasis albula được Ris miêu tả khoa học năm 1915.